# Pedicularis villosa
Pedicularis villosa är en snyltrotsväxtart som beskrevs av Carl Friedrich von Ledebour och Spreng.. Pedicularis villosa ingår i släktet spiror, och familjen snyltrotsväxter. Inga underarter finns listade i Catalogue of Life.